# Beta C-Mag

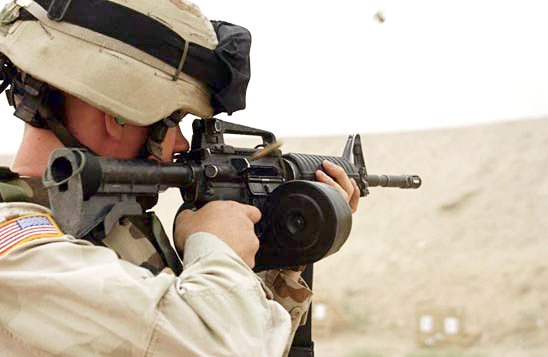
Un Beta C-Mag durante una prova di tiro, montato su un M4.

Il Beta C-Mag è un caricatore da 100 colpi prodotto negli USA dalla Beta Company. Ideato da Leroy James Sullivan ed è stato adattato per l'uso in varie armi camerate per 5,56 × 45 mm NATO, 7,62 × 51 mm NATO e 9 × 19 mm Parabellum.
Il nome C-Mag è la versione accorciata di century magazine (cioè "caricatore da 100"), in riferimento alla capienza. È composta da due unità a tamburo ognuna delle quali contiene metà dei colpi inseriti. Una variante è stata progettata specificamente per il fucile d'assalto M16 in uso con le forze armate statunitensi. Il NATO Stock Number di tale versione è 1005-01-363-6670. Il progetto, incluse le illustrazioni, è registrato nell'(EN)  US4658700, United States Patent and Trademark Office, Stati Uniti d'America.

## Descrizione e funzionamento
È un caricatore compatto a due tamburi capace di contenere fino a 100 colpi. È composto da due parti principali, cioè il serbatoio di colpi che include i due tamburi ed una adattatore intercambiabile a seconda delle necessità di alimentazione. Il serbatoio principale è standard e può essere usato su tutte le armi dallo stesso calibro, la parte di alimentazione funge da adattatore a seconda del tipo di arma.
Prima del caricamento e dopo lo sparo sono inseriti dei colpi inerti che agiscono da spaziatori, i quali sono parte integrante del caricatore. La metà superiore del primo colpo spaziatore si assottiglia per permettere all'otturatore di chiudersi dopo che è stato sparato l'ultimo colpo. La lunghezza della serie dei colpi spaziatori dipende dall'adattatore, e quindi dalla singola arma. Durante il caricamento i colpi sono inseriti sopra alle cartucce spaziatrici dall'adattatore, e poi spinti nei tamburi. La doppia colonna di cartucce nell'adattatore si divide alla base, per poter dividere equamente le cartucce nei due tamburi. Durante lo sparo due rotori operati a molla fanno avanzare i colpi da ambedue i tamburi fino a che non si riuniscono in una singola colonna bifilare che, attraverso l'adattatore, alimentano l'arma.
Le ultime versioni sono disponibili con il retro trasparente, così da vedere il numero di colpi rimanenti. Un C-Mag caricato con 100 cartucce da 5,56 × 45 mm pesa intorno ai 2,1 kg, mentre uno caricato con 100 cartucce da 7,62 × 51 mm pesa circa 4,77 kg.

## Armi compatibili

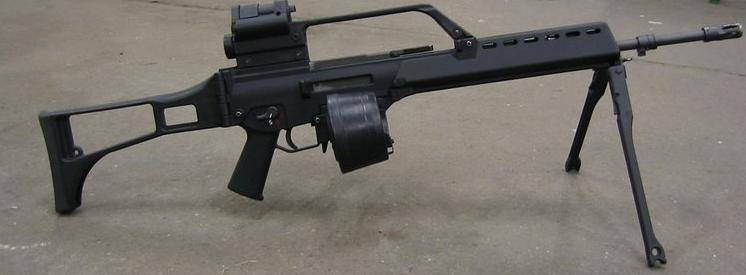
Un Heckler & Koch G36 dell'esercito tedesco dotato di un C-Mag e bipiede

9 × 19 mm Parabellum
- Colt 9mm SMG
- Heckler & Koch MP5
- IMI Uzi
- Pistole Glock

5,56 × 45 mm NATO
- AR-15
- Beretta ARX-160
- CIS Ultimax 100
- FN SCAR
- FN Minimi/M249 SAW
- Heckler & Koch G36
- Heckler & Koch HK33 / 53
- Heckler & Koch HK416
- Heckler & Koch HK 93
- Heckler & Koch XM8
- M4
- M16
- Ruger Mini-14
- SA80
- SIG SG550 / 551 / 552 / 553 / 556
- Steyr AUG

7,62 × 51 mm NATO
- AR-10
- FN FAL
- Heckler & Koch HK91
- Heckler & Koch G3
- M1A
- M14

## Valutazione dell'utilizzo

### Affidabilità
In un test nel 2003 da parte di alcuni soldati dell'esercito statunitense in Afghanistan fu appurato che il C-Mag era inaffidabile in condizioni di combattimento simulato, con frequente mancata alimentazione delle cartucce tra gli altri problemi. Non è in ampio uso da parte dell'esercito statunitense e non ne è stata classificata la tipologia.
Nel novembre del 2008 l'Army Experimental Task Force (AETF) at Ft. Bliss, Texas, valutò sei caricatori C-Mag. Due con copertura nera e due con copertura trasparente furono usati con delle carabine M4 in tre situazioni di sparo: doppio colpo, raffica controllata e fuoco automatico rapido. Secondo il memorandum i quattro caricatori "funzionarono perfettamente in tutti e tre gli scenari senza inceppamenti o arresti". In più furono testati due caricatori con copertura nera per l'M249 SAW nella raffica controllata ed il fuoco rapido. Anche questi funzionarono senza problemi, sempre secondo il memorandum, che fa anche notare che i soldati "avevano solo valutazioni positive" durante e dopo l'After Action Review (AAR) (analisi post-operativa).
Fu provato anche sui Heckler & Koch HK91, Heckler & Koch G3 ed altre due armi derivate da modelli H&K, ed il C-Mag in 7,62 mm operava senza problemi di caricamento o sparo per ratei di fuoco fino a 1.000 colpi/min.